# 黒川明 (税理士)
黒川 明（くろかわ あきら、1978年9月1日 - ）は、日本の税理士。さきがけ税理士法人所長。北海道木古内町出身。公益社団法人日本青年会議所の憲法改正推進委員会委員長を務める。

## 経歴
- 1978年 - 北海道に生まれる。
- 1997年 - 函館ラ・サール高校卒業。東京都立大学経済学部経済学科入学。
- 2005年 - 東京都立大学経済学部経済学科卒業。税理士試験に合格[5][6]。
- 2008年 - 黒川税理士事務所（現・さきがけ税理士法人）開設[5][6]。

## 不祥事
日本青年会議所の憲法改正推進委員会委員長を務めていた時期に、「宇予くん」と称するキャラクターがツイッター上で不適切発言を繰り返した。このキャラクターについては「憲法改正推進委員会でツイッターアカウントを取り、憲法改正をはじめとする歴史や愛国心など保守的なことを面白くつぶやく」ことが内部資料に記されていた。日本青年会議所は副会頭名で「お詫び」と題する文書を憲法改正推進委員会のページに掲載した。

## 著書
- 『これ1冊で安心！あなたの相続・贈与で節税できる本』（共著）あさ出版 2011年、ISBN 978-4860634827

## 出演DVD
- 「キャッシュフロー分析」
- 「財務分析と経営指標」
- 「会社を急成長させる! ! 黒川流営業意識の改革」